# Mezon D
Mezon D [mezón D] (pred letom 1986 tudi mezon F) (oznaka {\displaystyle D\,}) je najlažji mezon, ki vsebuje kvark c. Za fiziko osnovnih delcev je zanimiv, ker omogoča raziskovanje šibke interakcije. 
Mezon D so prvič opazili na Stanfordskem linearnem pospeševalniku v letu 1976 .
Ker je mezon D najlažji mezon, ki vsebuje kvark c, mora pred razpadom spremeniti ta kvark v drugi kvark. Sprememba kvarka poteka preko šibke sile. Po spremembi kvarka mezon razpade v pione in kaone . 

## Razpad mezonov D
Mezon D lahko razpade na veliko načinov. Navedeni so samo nekateri :
- {\displaystyle D^{0}\,} lahko razpade

{\displaystyle D^{0}\,\to K^{-}+\pi ^{+}}
{\displaystyle D^{0}\,\to K^{-}+\pi ^{+}+\pi ^{0}}
{\displaystyle D^{0}\,\to K^{-}+\pi ^{+}+\pi ^{+}+\pi ^{-}}
{\displaystyle D^{0}\,\to K^{-}+\mu ^{+}+\nu _{\mu }}
- {\displaystyle D^{+}\,} lahko razpade

{\displaystyle D^{+}\,\to K^{-}+\pi ^{+}+\pi ^{+}}
{\displaystyle D^{+}\,\to K^{-}+\mu ^{+}+\pi ^{+}+\nu _{\mu }}
- {\displaystyle D^{s}\,} lahko razpade

{\displaystyle D_{s}^{+}\to K^{-}+\pi ^{+}+K^{+}}

## Pregled mezonov D
Pojavlja se v nekaj različicah. Njegove lastnosti so podane v spodnji preglednici.
| ime delca | oznaka                         | antidelec oznaka                        | kvarki                        | mirovna masa (MeV/c2) | IG  | JPC | S | C  | B' | srednji življenjski čas (s) | razpad (>5% vseh razpadov) |
| --------- | ------------------------------ | --------------------------------------- | ----------------------------- | --------------------- | --- | --- | - | -- | -- | --------------------------- | -------------------------- |
| mezon D   | {\displaystyle D^{+}\,}        | {\displaystyle D^{-}\,}                 | {\displaystyle c{\bar {d}}\,} | 1869,62 ± 0,20        | 1/2 | 0−  | 0 | +1 | 0  | 1,040±0,007.10-12           | Glej načine razpada D+     |
| mezon D   | {\displaystyle D^{0}\,}        | {\displaystyle {\bar {D}}^{0}\,}        | {\displaystyle c{\bar {u}}\,} | 1864,84 ± 0,17        | 1/2 | 0−  | 0 | +1 | 0  | 4,101±0,015.10−13           | Glej načine razpada D0     |
| mezon D*  | {\displaystyle D^{*+}(2010)\,} | {\displaystyle D^{*-}(2010)\,}          | {\displaystyle c{\bar {d}}\,} | 2010,27 ± 0,17        | 1/2 | 1-  | 0 | +1 | 0  | 6,9±1,9.10−21               | D0 + π+ ali D+ + π0        |
| mezon D*  | {\displaystyle D^{*0}(2007)\,} | {\displaystyle {\bar {D}}^{*0}(2007)\,} | {\displaystyle c{\bar {u}}\,} | 2006,97 ± 0,19        | 1/2 | 1-  | 0 | +1 | 0  | >3,1.10-22                  | D0 + π0 ali D0 + γ         |